# キリンものしり大学 マンガ人物史
『キリンものしり大学 マンガ人物史』（キリンものしりだいがくマンガじんぶつし）は、1970年8月3日から1971年9月30日まで毎日放送で放送されていたテレビアニメである。毎日放送とオフィス・ユニの共同製作。麒麟麦酒の一社提供。全366話。放送時間は毎週月曜 - 土曜 17:55 - 18:00 （日本標準時）。

## 概要
『キリンものしりシリーズ』の作品第3弾。
本作は古今東西の偉人を紹介するという内容で、それも単一の視点からでなく2つの視点から紹介するという手法を取っていた。進行役は白髪・白ヒゲで堅物な「マジメ博士」と黒髪・黒ヒゲでユーモラスな「オモシロ博士」の2人で、片方が意見を述べていると、もう片方が相手を押しのけて反論するというパターンで進行していた。
偉人を紹介するパートは静止画で、2人の博士が登場するパートはアニメーションで構成されていた。ただし、アニメーションは数種類しかないバンクの使い回しであり、毎回台詞を入れ直して使っていた。
この作品からカラーになった。また、前2作は横山隆一主催のおとぎプロダクションが制作していたが、本作からは放送動画制作のメインスタッフが設立したオフィス・ユニの制作になった。放送動画制作は、かつて毎日放送の『かみなり坊やピッカリ・ビー』や『ファイトだ!!ピュー太』の制作を担当していたことがある。
本作の放送期間は1年2か月とシリーズ中2番目に短く、毎日放送が製作に携わった作品では最も短かったが、平均視聴率は10.5%、最高視聴率は19.7%をマークしている。

## 声の出演
- マジメ博士 - 久松保夫
- オモシロ博士 - 近石真介

## スタッフ
- プロデューサー - 斉藤賢
- 構成監督／キャラクターデザイン - 永沢詢
- 脚本 - 畑中国明、小川建一、鈴木良武 ほか
- 演出 - 白石邦俊、渡辺省三
- 作画 - クニトシロウ、倉橋孝治、明珍秀子 ほか
- イラスト - 永沢詢、渡辺省三、白石邦俊、小華和ためお、近藤英輔 ほか
- 音楽 - 清水雅一
- 制作 - 毎日放送、オフィス・ユニ

参考：『TVアニメ25年史』徳間書店、1988年、33頁。